# Chemicus
Chemicus ist ein vom Berliner Studio bvm entwickeltes und beim Heureka-Klett-Softwareverlag erschienenes Computerspiel aus dem Jahr 2001. Es gehört zum Genre Point-and-Click-Adventure und ist ein digitales Lernspiel, welches Wissen im Bereich der Chemie vermitteln soll. Eine Fortsetzung mit dem Titel Chemicus II – Die versunkene Stadt wurde 2002 veröffentlicht.

## Handlung
Auf der Suche nach einem entführten Freund begibt sich der Spieler in die Welt der Chemie. Durch ein Portal gelangt er in die Stadt des Wissens und macht sich auf zum goldenen Turm des Wissens, in dem der Freund gefangen gehalten wird.

## Spielablauf
Der Spieler bewegt sich mittels Maus durch die verschiedenen Szenen der Spielwelt. Dabei muss er verschiedene Rätsel lösen und Gegenstände sammeln, um voranzukommen. Ein umfangreicher Lernteil dient dabei als Hilfestellung und vermittelt Wissen über verschiedenen Themengebiete der Chemie (5. bis 10. Klasse). Die Spielwelt wurde auf dem Lernstoff aufgebaut: Dem Grundriss der Stadt liegt das Periodensystem der Elemente zugrunde. Einzelne Spielorte sind mittels einer U-Bahn verbunden und haben thematisch einen Schwerpunkt, der einem der chemischen Elemente zugeordnet ist.

## Entwicklung
Die beiden Chemicus-Spiele sind die einzigen Heureka-Lernadventures, die extern, in diesem Fall vom Berliner Entwicklungsstudio bvm, produziert wurden. Zu Beginn der einjährigen Entwicklungsphase wurde die Grundidee der Handlung aus vier verschiedenen Entwürfen ausgewählt.
Die gezeigten fotorealistischen Szenen wurden zunächst skizziert und anschließend mit 3D Studio MAX am Computer modelliert.
Damit die Gesichtszüge der Charaktere möglichst natürlich aussehen, wurde als Textur einer Figur das Gemälde Selbstbildnis im Pelzrock von Albrecht Dürer als Vorbild verwendet.
Für das Rendern der Grafiken benötigte die eingesetzte Renderfarm aus sechs PCs fast einen Monat.

## Veröffentlichung
Chemicus erschien in der ersten Auflage mit dem Untertitel „… und Chemie wird zum Abenteuer“ für Mac und PC. 2002 wurde eine englische Fassung mit dem Untertitel Journey to the Other Side in den Vereinigten Staaten veröffentlicht. 2004 erschien eine Jubiläumsausgabe. 2005 verkaufte Heureka-Klett die Rechte am Spiel an den Publisher Braingame, der 2004 aus der Umbenennung von Ruske & Pühretmaier hervorgegangen war. Dort erschien 2006 eine technisch aktualisierte Neuauflage des Spiels in der Reihe Heureka Classics.

## Rezeption
Der Herausgeber des Kinder-Software-Ratgebers, Thomas Feibel, vergibt in seinem Testbericht die Höchstwertung von 6 Mäusen und urteilt, Chemicus sei eine „perfekte Kombination aus Lerninhalt und Spiel“.
Peter Müller von der Macwelt kritisiert das Spiel aufgrund des hohen Schwierigkeitsgrades. Es komme das Gefühl auf, „in der Schönheit der Bilder unterzugehen und Weg und Ziel aus den Augen zu verlieren“. Zusammenfassend resümiert er, das Spiel lasse sich nur „unstillbar Wissbegierigen mit viel Zeit und Ausdauer beim Tüfteln“ empfehlen.
Allen Rausch vom Magazin GameSpy bewertete Chemicus mit 1 von 5 Sternen. Trotz der schönen Grafik und einiger „hervorragender Rätsel“ böte das Spiel nicht genug Informationen, um die Rätsel zu lösen.

### Preise und Auszeichnungen
- Comenius-Award – Comenius-Medaille, 2002[10]
- Kinder-Software-Ratgeber 2002 – Maximalbewertung: 6 Mäuse[8]